# Stachelschweingefieder
Als Stachelschweingefieder bezeichnet man eine Erbkrankheit beim Haushuhn, bei der die Konturfedern zusammengerollt und unterentwickelt bleiben. Sie ähneln daher den Stacheln von Stachelschweinen. Betroffene Tiere sind aufgrund dieser Fehlbildung besonders kälteempfindlich und zudem flugunfähig. Der Gendefekt wird autosomal-rezessiv vererbt.